# Astra Modelo 900
La Astra Modelo 900, fabricada por Astra, Unceta y Compañía S.A., era una copia española de la pistola semiautomática alemana Mauser C96 pero con algunas modificaciones con respecto al modelo original alemán. Comparte el mismo calibre, capacidad del cargador e incluso tipo de funda-culatín.
Fue fabricada por la empresa vasca Astra, Unceta y Cía, ubicada en la localidad vizcaína de Guernica y Luno en España.

## Variantes automáticas

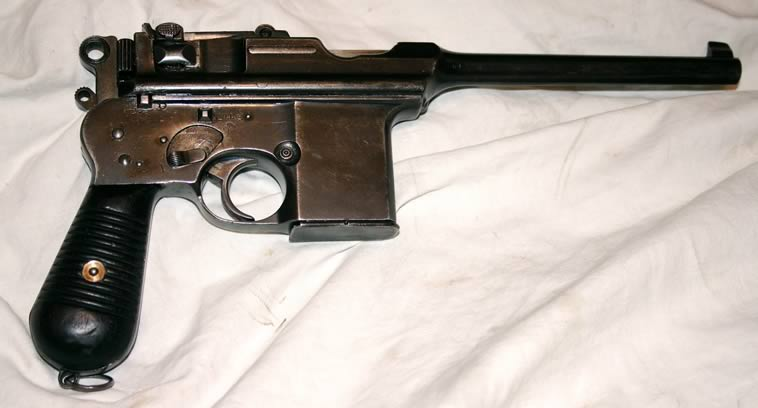
Una Astra 903.

- Astra 901: modelo de 1928 con modo semiautomático y automático, incorporaba un selector a la derecha del armazón, aunque su escasa capacidad de carga de 10 cartuchos, su alta cadencia de disparo (900 disparos/minuto) y su incómoda alimentación mediante peines por su parte superior, la hacían poco práctica. Disparaba el cartucho 7,63 x 25 Mauser.

- Astra 902: también de 1928, era igual al mod. 901, pero fue equipada con depósito fijo con capacidad para 20 cartuchos y un cañón más largo, por lo que mejoraba a su antecesora al disparar en modo automático dada su alta cadencia de disparo (900 disparos/minuto), aunque no mejoró su sistema de carga, ya que esta arma se alimentaba también mediante peines.

- Astra 903: se comenzó a fabricar en 1932, con cargador extraíble de 10 o 20 cartuchos y cadencia de disparo de 900 disparos/minuto.

- Astra 904: se añadió un mecanismo retardador de cadencia que permitía reducir la cadencia a 350 disparos/minuto y hacer que la pistola fuese más manejable al ser disparada en modo automático o en ráfaga corta. La Modelo 904 es comparable a las pistolas automáticas alemanas M712 'Schnellfeuer',(M1932) al tener un cargador extraíble, selector de disparo y un gran parecido. El modelo F fue un modelo 904 al que se le añadió un retardador de cadencia para reducir ésta a 350 disparos/minuto, que se creó para el Cuerpo de la Guardia Civil.

La Astra Modelo 904 también tuvo una variante calibre 9 mm (9 x 23 o 9 mm Largo), la Astra Modelo 904E, que era idéntica a la Modelo 904 en todos los demás aspectos.

## Producción y distribución
- Astra 900: 21.000 pistolas producidas de 1927 a 1941 para China, Latinoamérica, las fuerzas Republicanas y la Wehrmacht (1.050 suministradas en 1943).
- Astra 901: 1.655 producidas en 1928, destinadas principalmente a China.
- Astra 902: 7.075 pistolas producidas de 1928 a 1933. Algunas fueron suministradas a China, mientras que otras fueron suministradas al Wehrmacht en 1943.
- Astra 903: 3.082 unidades producidas de 1932 a 1934; suministradas a los mismos usuarios de la Modelo 902. Este modelo fue reglamentario en la Guardia de Asalto de la Dirección General de Seguridad durante la Segunda República Española.
- Astra 904: Unas 90+ pistolas producidas en 1934.
- Astra E: 1.126 pistolas producidas en 1936. Fueron suministradas a la Guardia Civil durante la guerra civil española.
- Astra F: 548 pistolas ensambladas entre 1949, 1951 y 1961 a partir de piezas almacenadas. Se exportaron a Egipto, India, Irak y Pakistán.

## Tabla de datos
| Modelo                                                  | Astra 900                  | Astra 901                  | Astra 902                      | Astra 903                      | Astra 904                      | Astra E                       | Astra F                        |
| ------------------------------------------------------- | -------------------------- | -------------------------- | ------------------------------ | ------------------------------ | ------------------------------ | ----------------------------- | ------------------------------ |
| Longitud                                                | 29 cm                      | 29 cm                      | 33 cm                          | 31 cm                          | 31 cm                          | 31 cm                         | 31 cm                          |
| Longitud con la funda-culatín acoplada                  | 64 cm                      | 64 cm                      | 72 cm                          | 68 cm                          | 68 cm                          | 68 cm                         | 68 cm                          |
| Cañón                                                   | 14 cm                      | 14 cm                      | 18 cm                          | 16 cm                          | 16 cm                          | 16 cm                         | 16 cm                          |
| Peso cargada                                            | 1,26 kg                    | 1,26 kg                    | 1,53 kg                        | 1,45 kg                        | 1,45 kg                        | 1,45 kg                       | 1,45 kg                        |
| Munición/Capacidad del depósito (DEP) o cargador (CARG) | 7,63 Mauser/10 balas (dep) | 7,63 Mauser/10 balas (dep) | 7,63 Mauser/10-20 balas (carg) | 7,63 Mauser/10-20 balas (carg) | 7,63 Mauser/10-20 balas (carg) | 9 mm Largo/10-20 balas (carg) | 7,63 Mauser/10-20 balas (carg) |

## Usuarios
- España
- Alemania nazi
- Egipto
- Japón[1]
- India
- Irak
- República de China[2]
- Uruguay Guardia Metropolitana de la Policía de Montevideo.